# Loch Loyal
Loch Loyal är en sjö i Storbritannien.   Den ligger i kommunen Highland och riksdelen Skottland, i den norra delen av landet, 800 km norr om huvudstaden London. Loch Loyal ligger 147 meter över havet.  Trakten runt Loch Loyal består i huvudsak av gräsmarker.